# خلیج مارینا (سنگاپور)

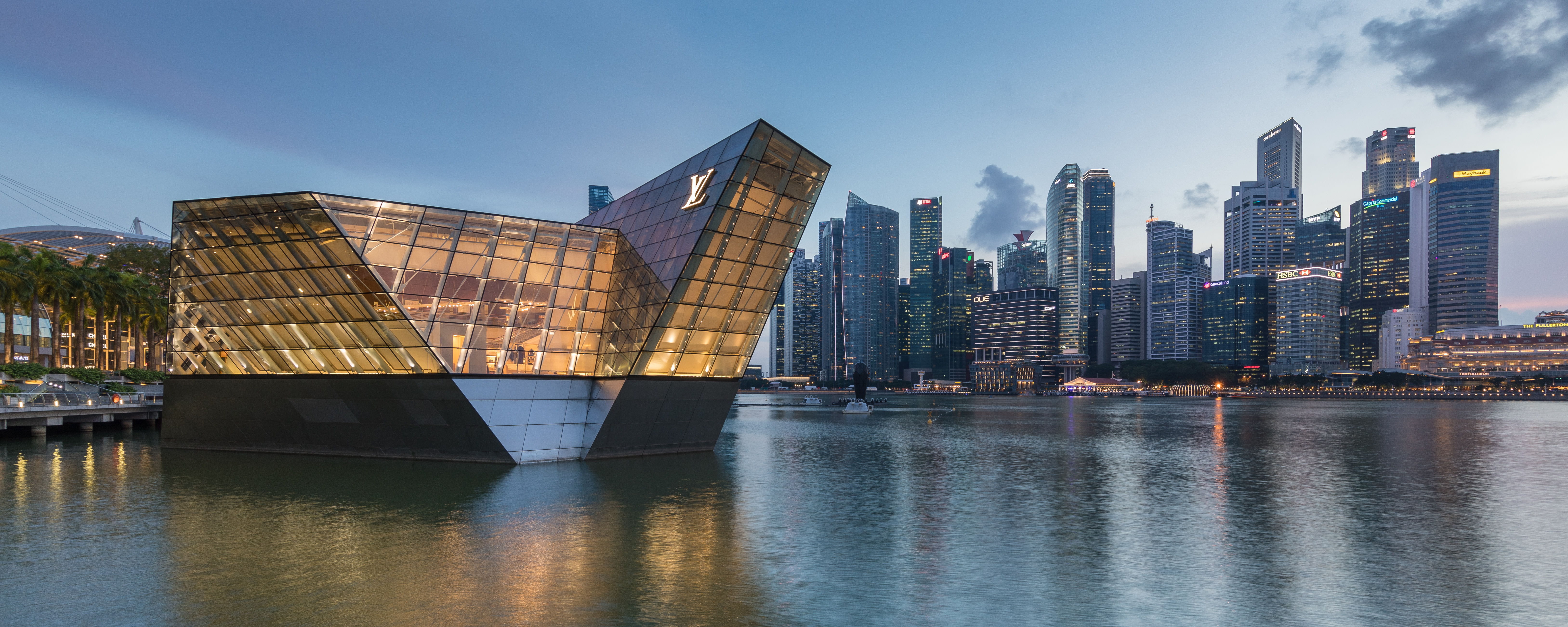
نگاره‌ای از معماری مُدرن فروشگاه لویی ویتون در منطقهٔ مارینا بی سنگاپور. این فروشگاه توسط موشه سفدی و پیتر مارینو طراحی شده‌است.

خلیج مارینا یا مارینا بی (به لاتین: Marina Bay) خلیجی در بخش جنوبی سنگاپور است و در شرق مرکز شهر سنگاپور قرار دارد. منطقه پیرامون خود خلیج، که آن هم مارینا بی نامیده می‌شود، گسترش ۳۶۰ هکتاری منطقه مجاور مرکزی کسب و کار است.